# 广西高等法院办公楼旧址
广西高等法院办公楼旧址，位于中国广西壮族自治区南宁市兴宁区朝阳路 3－5 号，为一个省级文物保护单位，类型为近现代重要史迹及代表性建筑，为第六批广西壮族自治区文物保护单位，公布时间为2009年5月4日。
广西高等法院办公楼旧址的历史年代为民国。